# Rząd Anneli Jäätteenmäki
Rząd Anneli Jäätteenmäki – 68. gabinet w historii Finlandii. Utworzony został 17 kwietnia 2003 po wygranych przez centrystów wyborach parlamentarnych. Powołała centrolewicowa koalicja trzech partii, w skład której weszły Partia Centrum (Kesk.), Socjaldemokratyczna Partia Finlandii (SDP) i Szwedzka Partia Ludowa (SFP).
Funkcjonował niespełna 70 dni, ustąpił 24 czerwca 2003, gdy do dymisji podała się premier Anneli Jäätteenmäki w związku z oskarżeniami o rzekome oszustwa wyborcze (ostatecznie niepotwierdzone). Gabinet ten został zastąpiony przez rząd Mattiego Vanhanena.

## Skład rządu
| funkcja                                     | minister            | partia | okres urzędowania | okres urzędowania |
| funkcja                                     | minister            | partia | od                | do                |
| ------------------------------------------- | ------------------- | ------ | ----------------- | ----------------- |
| premier                                     | Anneli Jäätteenmäki | Kesk.  | 17 kwietnia 2003  | 24 czerwca 2003   |
| wicepremier, minister finansów              | Antti Kalliomäki    | SDP    | 17 kwietnia 2003  | 24 czerwca 2003   |
| minister spraw zagranicznych                | Erkki Tuomioja      | SDP    | 17 kwietnia 2003  | 24 czerwca 2003   |
| minister sprawiedliwości                    | Johannes Koskinen   | SDP    | 17 kwietnia 2003  | 24 czerwca 2003   |
| minister spraw wewnętrznych                 | Kari Rajamäki       | SDP    | 17 kwietnia 2003  | 24 czerwca 2003   |
| minister obrony                             | Matti Vanhanen      | Kesk.  | 17 kwietnia 2003  | 24 czerwca 2003   |
| minister-koordynator finansów               | Ulla-Maj Wideroos   | SFP    | 17 kwietnia 2003  | 24 czerwca 2003   |
| minister edukacji                           | Tuula Haatainen     | SDP    | 17 kwietnia 2003  | 24 czerwca 2003   |
| minister rolnictwa i leśnictwa              | Juha Korkeaoja      | Kesk.  | 17 kwietnia 2003  | 24 czerwca 2003   |
| minister transportu i łączności             | Leena Luhtanen      | SDP    | 17 kwietnia 2003  | 24 czerwca 2003   |
| minister handlu i przemysłu                 | Mauri Pekkarinen    | Kesk.  | 17 kwietnia 2003  | 24 czerwca 2003   |
| minister spraw społecznych i zdrowia        | Sinikka Mönkäre     | SDP    | 17 kwietnia 2003  | 24 czerwca 2003   |
| minister opieki zdrowotnej i socjalnej      | Liisa Hyssälä       | Kesk.  | 17 kwietnia 2003  | 24 czerwca 2003   |
| minister pracy                              | Tarja Filatov       | SDP    | 17 kwietnia 2003  | 24 czerwca 2003   |
| minister środowiska                         | Jan-Erik Enestam    | SFP    | 17 kwietnia 2003  | 24 czerwca 2003   |
| minister kultury                            | Tanja Karpela       | Kesk.  | 17 kwietnia 2003  | 24 czerwca 2003   |
| minister spraw regionalnych i samorządowych | Hannes Manninen     | Kesk.  | 17 kwietnia 2003  | 24 czerwca 2003   |
| minister handlu zagranicznego i rozwoju     | Paula Lehtomäki     | Kesk.  | 17 kwietnia 2003  | 24 czerwca 2003   |